# Liste des joueurs des Dragons catalans
 (mai 2025).

Logo du club.

La liste des joueurs des Dragons Catalans est une liste qui recense tous les joueurs de rugby à XIII qui ont évolué au club. Cette page consiste donc à énumérer tous ces rugbymans afin d'établir une liste complète et à jour, mais également de pouvoir comparer les joueurs grâce à leurs statistiques en Super League et en Challenge Cup.

## Présentation
Les Dragons Catalans évoluent en Super League depuis la saison 2006. Après presque six saisons passées au sein de l'élite européenne, 71 joueurs de rugby à XIII ont porté le maillot du club et participé à, au moins, un match officiel avec l'équipe première en Super League ou en Challenge Cup.
En examinant cette liste, on dénombre trente-huit Français, vingt-cinq Australiens, quatre Néo-Zélandais, un Fidjien, un Samoan, un Écossais et un Irlandais.

## Joueurs emblématiques
Parmi les joueurs ayant porté le maillot catalan, certains ont marqué leur époque et l'histoire du club. En voici une liste non exhaustive classée par ordre alphabétique :
- Greg Bird
- Thomas Bosc
- Dane Carlaw
- Rémi Casty
- Jason Croker
- Scott Dureau
- Olivier Elima
- David Ferriol
- Clint Greenshields
- Jérôme Guisset
- Stacey Jones
- Casey McGuire
- Steve Menzies
- Adam Mogg
- Grégory Mounis
- Leon Pryce

## Liste des joueurs
Cette liste des joueurs des Dragons Catalans a pour objectif de rassembler l'ensemble des joueurs ayant fait, au moins, une apparition en match officiel avec l'équipe première depuis sa création en 2006. C'est une liste alphabétique permettant de trouver le poste auquel évolue le joueur, son année de naissance, le nombre de saisons, la période passée au club ainsi que quelques statistiques : nombre de matchs joués, nombre de points marqués, nombre d'essais inscrits et nombre de goals et drops réussis. Toutes ces statistiques sont basées sur les performances de l'équipe lors des phases régulières et finales de la Super League. Les données concernant l'autre compétition officielle, la Challenge Cup, sont également comptabilisées dans cette liste.
Cette liste a été mis à jour après la défaite (44 à 0) des Dragons Catalans face aux Wigan Warriors, le 25 septembre 2011.
|  | Signale un joueur faisant partie de l'effectif 2012 |

- Haut – A
- B
- C
- D
- E
- F
- G
- H
- I
- J
- K
- L
- M
- N
- O
- P
- Q
- R
- S
- T
- U
- V
- W
- X
- Y
- Z

## Autres joueurs
Cette section présente les joueurs ayant fait partie de l'effectif théorique des Dragons Catalans mais qui n'ont jamais été sélectionnés pour un match officiel de Super League.
| Nom, prénom       | Né en | Poste    | Saisons | Periode | Source |
| Mencarini Romain  | 1989  | Pilier   | 1       | 2009    | [ 58 ] |
| Pagès Vincent     | 1988  | 2e ligne | 1       | 2009    | [ 59 ] |
| Tribillac Mickaël | 1987  | 2e ligne | 1       | 2009    | [ 60 ] |

## Annexe